# Абу-Салех, Хуссам
Хуссам Абу-Салех (араб. حسام أبو صالح‎, ивр. חוסאם אבו סאלח‎; род. 5 сентября 1982, Сахнин, Северный округ) — палестино-израильский футболист и тренер. Выступал в национальной сборной Палестины.

## Карьера

### Карьера в сборной
Дебют Абу-Салеха за сборную Государства Палестина состоялся в 2010 году — он вышел на замену на 66-й минуте товарищеского матча против Судана. В футболке национальной команды принимал участие в Чемпионате Федерации футбола Западной Азии 2010, отборочных турнирах Кубка вызова АФК 2012 и чемпионата мира 2014, в финальном турнире Кубка Азии 2015. В 2014 году в составе сборной Палестины стал обладателем Кубка вызова АФК.